# Eyemaxx Real Estate
Die Eyemaxx Real Estate AG ist ein im General Standard börsennotiertes deutsches Immobilienunternehmen mit Sitz in Aschaffenburg und Leopoldsdorf. Eyemaxx entwickelt Immobilien in Deutschland, Österreich und der CEE/SEE Region und hält ausgewählte Objekte im eigenen Bestand. Im Geschäftsjahr 2016/2017 wurden Umsatzerlöse von 4,998 Millionen Euro erzielt.

## Geschichte
Gegründet wurde die Gesellschaft Eyemaxx International Holding & Consulting GmbH 1996 von Michael Müller. Aktiv zugekauft und entwickelt wurden Grundstücke ab 2001, die ersten Fachmarktzentren in der Slowakei ab 2005 realisiert. Von 2007 bis 2010 folgten Grundstücksankäufe und Fachmarkt- und Logistikzentren in Ungarn, Polen, Serbien, Tschechien, Rumänien sowie der Slowakei. Ab 2012 folgten erste Ankäufe von vermieteten Gewerbeimmobilien in Deutschland und Österreich. Der Bestand wurde bis 2016 verdoppelt.  
Ab 2012 wurden die Asset-Klassen „Wohnen“ (Deutschland, Österreich) und „Pflegeheime“ (Deutschland) Teil der Unternehmensstrategie. In den letzten Jahren folgte die Entwicklung von Stadtquartieren, Hotels und Serviced Apartments sowie Mikro Apartments.
Die Eyemaxx International Holding & Consulting wurde im Jahr 2011 in die börsennotierte Deutsche Amictus AG eingebracht, die im selben Jahr in Eyemaxx Real Estate AG umfirmiert wurde. Seit Januar 2019 ist Eyemaxx neben der Frankfurter auch an der Wiener Börse gelistet.
Aktuell befindet sich das Unternehmen in einem Insolvenzverfahren. Gegen den Gründer und Miteigentümer Michael Müller laufen Ermittlungen wegen Täuschung der Anleger.